# Ionuț Tănase
Ionuț Georgian Tănase (sinh ngày 9 tháng 1 năm 1998) là một cầu thủ bóng đá người România thi đấu ở vị trí tiền vệ cho UTA Arad.

## Sự nghiệp quốc tế
Tănase thi đấu cho U-17 România trong 4 trận đấu.